# 최준호 (1980년)
최준호(1980년 ~)는 2001년 엑스라지 1집 앨범 [Their First Thing]으로 데뷔한 대한민국의 기업인, 전 가수다.

## 학력
- 미시간주립대학교 경영학 학사

## 방송
- 스타 서바이벌 동거동락 3기 (2002)

## 음반
- Their First Thing (2000)
- X-large (2002)

## 경력
- 쌍용건설 해외사업1팀 (2010~2012)